# Sants Cebrià i Justina
Els Sants Cebrià i Justina són venerats com a cristians d'Antioquia de Pisídia per l'Església Ortodoxa i per l'Església Catòlica.
Durant la persecució de Dioclecià contra els cristians, Cebrià i Justina van sofrir el martiri en Nicomèdia (actual İzmit, Turquia) el 26 de setembre, data en la qual es commemora la seva festivitat. No obstant això, en el ritu romà la seua celebració va ser eliminada del calendari litúrgic i del martirologi en 1969, encara que molts catòlics tradicionalistes la segueixen commemorant.
En la cultura popular Sant Cebrià és venerat com un sant propici per desfer fetilleries i treballs de màgia negra. A aquest sant se li atribueix l'autoria de gran part d'un grimori titulat Llibre de Sant Cebrià.

## Hagiografia

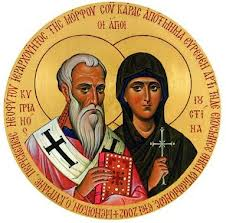
Sant Cebrià i Santa Justina en una icona del cristianisme oriental.

L'hagiografia dels sants Cebrià i Justina va poder haver sorgit tan prompte com al segle iv, atès que és esmentada per sant Gregori de Nazianz i Prudenci; tots dos, no obstant això, van confondre a sant Cebrià d'Antioquia amb sant Cebrià de Cartago, un error repetit amb freqüència. La història apareix en grec i llatí en Acta SS. Setembre, VII. Es van publicar també versions en antic siríac i etiòpic.
La llegenda es troba també, amb descripcions difuses i diàlegs, en l'obra de l'hagiògraf romà d'Orient Simeó Metafrastes, així com en un poema de l'emperadriu Elia Euòcia, titulat De Sancto Cipriano.
Alguns estudiosos veuen en la figura de Cebrià un prototip místic de la llegenda de Faust.

### Infància de Sant Cebrià
Se suposa que Cebrià va ser consagrat pels seus pares en nàixer a la deessa Afrodita, i d'ací l'origen del seu nom, que en grec és Kiprian, per l'illa de Xipre, en les ribes de la qual es diu que va nàixer la referida deessa de l'amor i la bellesa, anomenada també Cipris. Pel que sembla, la família de Cebrià pertanyia a una llarga tradició de mags i sacerdots pagans.
El pare de Cebrià volia que el seu fill fos sacerdot del temple de Júpiter, per la qual cosa li va donar una educació acurada. Ja des de xicotet, Cebrià va llegir la Vida d'Apol·loni de Tíana, de Filòstrat d'Atenes. Als cinc anys va ser consagrat en el temple d'Apol·lo, i als deu en els de Demèter i Persèfone. També va poder tenir accés a la Història Natural de Plini el Vell, i al passatge referit al déu únic.

### Joventut i viatges de Sant Cebrià
En la seua joventut, Cebrià va poder haver estat iniciat en els misteris de Mitra, Orfeu i Isis, a més dels grans misteris eleusins. Encara que la instrucció màgica de Cebrià es va encaminar primer per la teúrgia (branca benèfica i «blanca» de la màgia grega), aviat es va desviar cap a la goècia, una branca molt més tenebrosa i fosca. Els llocs que va visitar Cebrià durant la seva instrucció com a mag no resulten clars, però va poder haver anat a Caldea, on va rebre instrucció astrològica i numerològica. També va poder haver arribat fins a Alexandria, a Egipte, i fins i tot fins a Memfis, on es completaria la seva instrucció quant a invocacions, pactes i comunicació amb els dimonis. Fins i tot existeixen versions que asseguren que va arribar a l'actual Salamanca, a Espanya.

### Sant Cebrià coneix Santa Justina

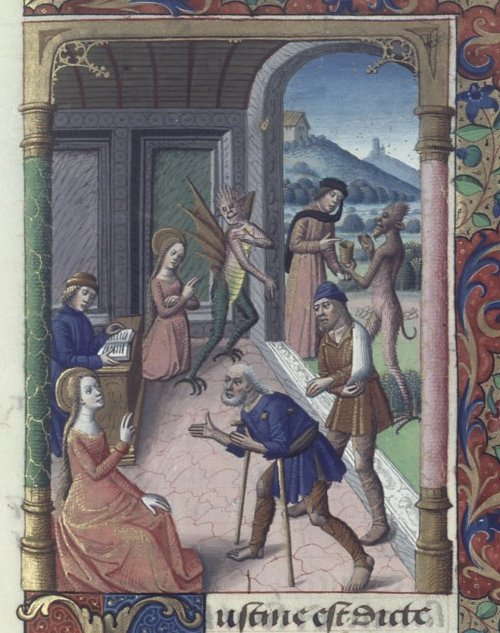
Cebrià probant de conquistar a Justina amb l'ajuda del dimoni, segons un manuscrit del de la Llegenda àuria.

En complir trenta anys, Cebrià va tornar a Antioquia, la seua ciutat natal, en la qual va exercir com a bruixot, aconseguint gran notorietat entre la població. Estant allà es va retirar a una cova, on es diu que, per mitjà de foscos rituals que incloïen sacrificis animals i humans, va aconseguir entrar en contacte amb el Maligne, qui li va dictar gran part del que consignaria en els manuscrits que posteriorment formarien el seu grimori, conegut com a Llibre de Sant Cebrià.
La llegenda afirma que un dia, mentre Cebrià eixia del temple de Mercuri, se li va acostar un jove anomenat Agladi (o Agladas, segons el De Sancto Cipriano), qui li va sol·licitar concedir-li l'amor d'una jove bella i verge, anomenada Justina, filla d'Edesi i Cledònia. Justina era cristiana i per intermediació seua els seus pares s'havien convertit també al cristianisme. Cebrià li va prometre a Agladi que molt aviat obtindria l'amor de Justina; no obstant això, després de veure a la xica, va quedar enamorat de la seua bellesa i des d'eixe moment la va voler només per a si.
Després de molt intentar-ho sense èxit, Cebrià va preguntar als dimonis quina era la raó per la qual els seus encanteris no aconseguien l'amor de la xica; llavors Llucifer en persona li va dir que la raó era la fe de Justina en Jesucrist i una marca de la Creu de Sant Bartolomé que ella tenia en una mà.

### Conversió de Sant Cebrià al Cristianisme
Després de saber la causa del seu fracàs, Cebrià va decidir convertir-se a la fe en Jesucrist. Justina el va acollir amb dolçor i el va posar sota la tutela del bisbe Eusebi. En poc temps, Cebrià va arribar a ser diaca, sacerdot i finalment bisbe d'Antioquia. El jove Agladi també es va convertir al cristianisme, va donar tots els seus béns als pobres i va portar des de llavors una vida de castedat i humilitat.

### Martiri i mort dels Sants Cebrià i Justina

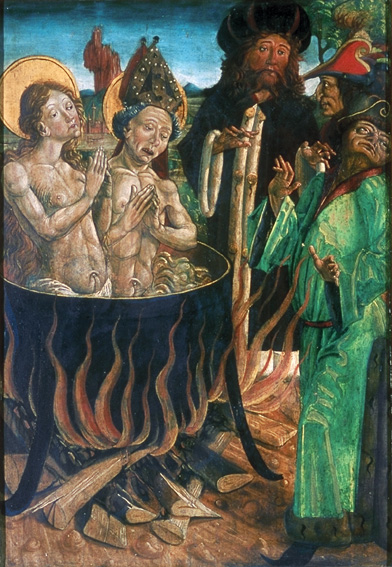
Martiri dels Sants Cebrià i Justina en la marmita d'aigua bullint.

Cebrià es va dedicar a predicar el cristianisme, guanyant multitud d'adeptes en poc de temps; això va arribar a l'orella de l'emperador Dioclecià quan aquest oferia sacrificis a Apol·lo a la ciutat de Nicomèdia. Els seus consellers li van informar que Cebrià predicava l'existència d'un únic Déu, afirmant que els altres déus eren dimonis, i que a més no s'havia de rendir culte a l'emperador. Dioclecià va ordenar l'arrest immediat de Cebrià, i per consell d'Eutolmi, governador d'Antioquia, va ser arrestada també Justina, que en aquells dies ja dirigia un convent.
Cebrià i Justina van ser conduïts al tribunal de Capadòcia, on es van negar a renunciar a la seua fe, afirmant que l'únic Déu veritable era el Déu dels cristians. El jutge els va condemnar llavors a ser assotats primer i despellotats després; més tard, un sacerdot del déu Mart, anomenat Atanasi, va convéncer al jutge que els fes llançar a una marmita amb aigua bullint. No obstant això, segons la llegenda, en aquesta ocasió no van sofrir cremades a causa d'un miracle de Déu. Finalment, el jutge va decidir enviar-los a Nicomèdia perquè fos el mateix emperador qui decidís la seua sort.
L'any 304 Dioclecià va ordenar que Cebrià i Justina fossin decapitats a la vora del riu Galo (actual Gökçesu, afluent del Sangari). Al moment de l'execució, un cristià anomenat Teoctís va córrer a abraçar a Cebrià, per la qual cosa va ser executat també. Els cossos van ser custodiats per soldats romans per evitar que els cristians se'ls emportaran. No obstant això, passats sis dies, un grup de cristians va aconseguir emportar-se els ossos i traslladar-los fins a Roma, on van ser posats a cura d'una dama cristiana anomenada Rufina. Anys després, les restes van ser portades a l'església de Sant Joan de Laterà.

## Veneració i celebració litúrgica
La seua festa va aparèixer en el santoral catòlic per celebrar-se en el ritu romà el dia 26 de setembre des del segle xiii fins a 1969, quan va ser llevada del calendari litúrgic a causa de la falta d'evidència històrica de la seva existència. Els seus noms van ser també eliminats de la posterior revisió (2001) del Martirologi romà, la llista oficial, però incompleta, de sants reconeguda per l'església catòlica. El martirilogi romà, no obstant això, inclou cinc sants anomenats Cebrià i dos amb el nom de Justina. D'altra banda, la religió Umbanda va prendre la figura de Sant Cebrià i, en un procés de sincretisme, l'hi va assignar com a cap del poble africà bahià i d'una cort d'esperits propicis per desfer fetilleries i treballs de màgia negra.
Els catòlics tradicionalistes segueixen celebrant la memòria d'aquests màrtirs amb una commemoració a la seua festa de Sts Isaac Jogues, John de Brebeuf and Companions, Martyrs (els màrtirs d'Amèrica del Nord) el 26 de setembre.
A l'Estat Espanyol es troben diversos temples de culte a Cebrià i Justina com l'antiga església de la cova de Salamanca, la capella dedicada a San Ciprán situada a Sant Pere de Tomeza o l'ermita de Sant Cebrià i Santa Justina a Barcelona.

## Repercussió

### Llibre de Sant Cebrià
El grimori titulat Llibre de Sant Cebrià, que porta per subtítol El tresor del bruixot, conté oracions, encanteris, jerarquies infernals i segells demoníacs. És àmpliament conegut al món de parla hispana i portuguesa. Es diu que va ser escrit en antics pergamins hebreus entregats per dimonis al monjo alemany Tomàs Sufurí.

### De Sancto Cipriano

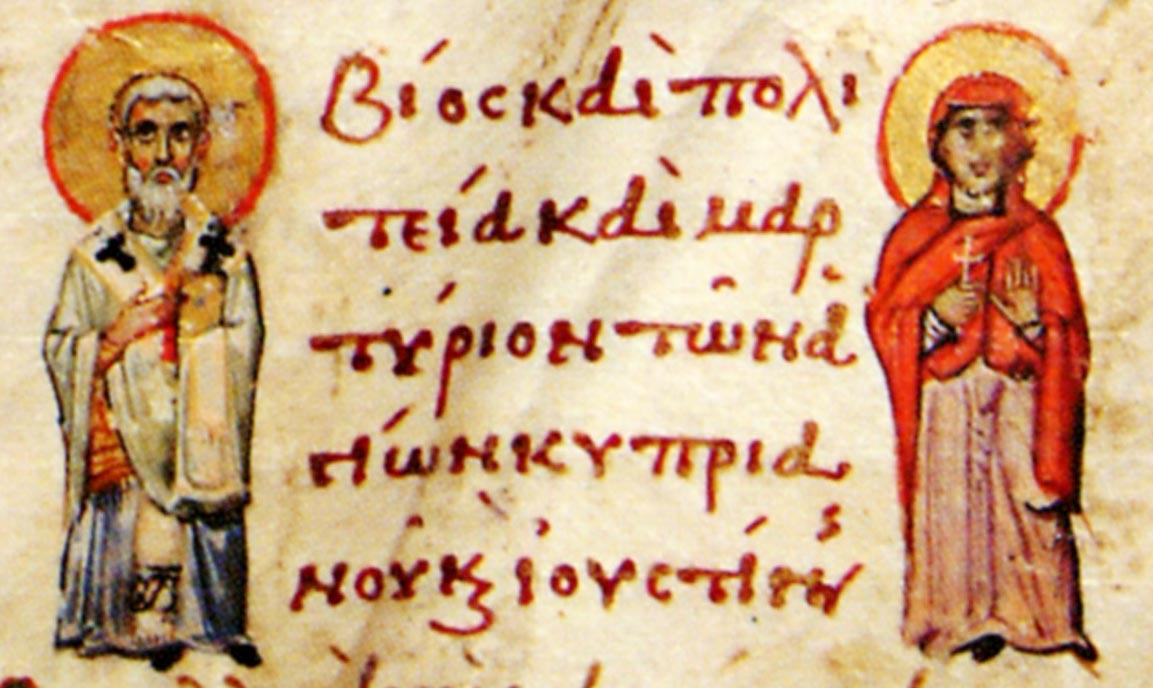
Els sants Cebrià i Justina en un manuscrit romà d'Orient del.

L'emperadriu romana Èlia Eudòxia, esposa de Teodosi II, va escriure una hagiografia de Sant Cebrià en vers titulada De Sancto Cipriano, un extens poema de tipus èpic amb evidents influències estilístiques de l'obra d'Homer.

### Oració devotísima de Sant Cebrià
És una pregària impresa en plec entre 1631 i 1634 que va ser prohibida per la Inquisició espanyola. L'oració havia estat presa del Liber exorcismorum cum adversus tempestates et daemones, de Cristóbal Lasterra, clergue navarrès i comissari del Sant Ofici. L'oració va ser massivament difosa en la seua època a causa del seu preu accessible. El motiu de la censura i persecució va ser el seu contingut plagat d'invocacions de dubtosa ortodòxia, que feien referència més a la pietat popular que a la doctrina oficial.

### El mágico prodigioso
L'escriptor espanyol Pedro Calderón de la Barca va prendre la història dels sants Cebrià i Justina com la base per al seu drama El mágico prodigioso, compost el 1637 i estrenat en la vila de Yepes (Toledo).

### Milionari de Sant Ciprián
És un fullet burlesc publicat a La Corunya a mitjan segle xix, editat per Adolfo Ojarak, que ofereix una llista de suposats tresors amagats pels romans i els moros.

### Cyprianus
Cyprianus és el nom que rep en les tradicions escandinaves de màgia popular, el "llibre negre" (Svarteboken): un grimori o manuscrit que recopila encanteris i, per extensió, la tradició màgica de la qual aquests encanteris formen part. No existeix cap text únic anomenat Cyprianus, sinó que es tracta d'un nom genèric que es donava a les col·leccions d'encanteris.

### Libro de la vida de San Cipriano el Mago
És una breu biografia de Sant Cebrià escrita en castellà per l'investigador colombià Andrés Camilo Bohórquez Roa.